# رماگن
شهر رماگن (به آلمانی: Remagen) در ایالت راینلند-فالتز در کشور آلمان واقع شده‌است.